# TAI Aksungur
Aksungur (с тур. — «Кречет») — турецкий беспилотный летательный аппарат (БПЛА). Разработчик и производитель — компания Türk Havacılık ve Uzay Sanayii.

## Общие сведения
Aksungur предназначен для визуальной и радио-, разведки, морского патрулирования и в качестве ударного дрона. Компания TUSAŞ планирует запустить Aksungur в производство в начале 2020 года.
Aksungur имеет два турбированных двигателя. Разработка БПЛА заняла 18 месяцев.  Планер, крыло и шасси являются новыми конструкциями, а системы управления взяты из существующего семейства беспилотников Anka.
Первый полёт дрона состоялся 20 марта 2019 года и продолжался 4 часа 20 минут. Впервые был представлен на международной выставке оборонной промышленности (IDEF) в Стамбуле 30 апреля 2019 года. БПЛА планируется начать серийное производство к первому кварталу 2020 года.

## Технические характеристики

### Общие характеристики
- Длина — 12,0 м[4]
- Размах крыльев — 24,0 м
- Высота — 3 м
- Вес пустого — 1800 кг
- Максимальный взлетная масса — 3300 кг
- Полезная нагрузка — 750 кг[1]
- Силовая установка — 2 турбодизельных двигателя TEI PD170, мощностью от 170 л.с. до 220 л.с. (126 кВт—164 кВт) каждый

## Лётные характеристики
- Крейсерская скорость — 250 км / ч
- Максимальная дальность — 6500 км
- Длительность полета — 60 часов
- Практический потолок — 12 192 м[5]

### Вооружение
- Подвесные точки: 6
- Боеприпасы:
  - TEBER-81 (Mark 81 с лазерным наведением)
  - TEBER-82 (Mark 82 с лазерным наведением)
  - LUMTAS
  - MAM-L
  - MAM-C
  - CIRIT
  - HGK-3 (Боеприпас точного наведения)
  - KGK (82) (Комплекс воздушной разведки)

## Операторы
Турция
- Военно-морские силы Турции — 1 Aksungur в военно-морской авиации ВМС Турции по состоянию на 2022 год[6]

 Киргизия — 1 единица в пограничной службе Кыргызстана по состоянию на 2024 год
 Алжир — в октябре 2022 заключено соглашение на поставку 6 дронов
 Ангола — заказано неизвестное количество дронов Aksungur